# Мурзачик
Мурзачи́к (укр. Мурзачик, крымскотат. Mırzaçıq, Мырзачыкъ) — исчезнувшее село в Сакском районе Республики Крым (согласно административно-территориальному делению Украины — Автономной Республики Крым), располагавшийся на западе района, в степной зоне Крыма, примерно в 2 км севернее современного села Молочное.

### Динамика численности населения
| - 1806 год — 34 чел. - 1864 год — 18 чел. - 1915 год — 29/24 чел. - 1926 год — 18 чел. |

## История
Первое документальное упоминание села встречается в Камеральном Описании Крыма… 1784 года, судя по которому, в последний период Крымского ханства Мизраджик входил в Козловский кадылык Козловского каймаканства. После присоединения Крыма к России (8) 19 апреля 1783 года, (8) 19 февраля 1784 года, именным указом Екатерины II сенату, на территории бывшего Крымского Ханства была образована Таврическая область и деревня была приписана к Евпаторийскому уезду. После Павловских реформ, с 1796 по 1802 год, входила в Акмечетский уезд Новороссийской губернии. По новому административному делению, после создания 8 (20) октября 1802 года Таврической губернии, Мурзачик был включён в состав Кудайгульской волости Евпаторийского уезда.
По Ведомости о волостях и селениях, в Евпаторийском уезде с показанием числа дворов и душ… от 19 апреля 1806 года в деревне Мурзачик числилось 4 двора, 30 крымских татар и 4 ясыря. На военно-топографической карте генерал-майора Мухина 1817 года деревня Мурзачик конрат обозначена с 6 дворами. После реформы волостного деления 1829 года Мурзачик, согласно «Ведомости о казённых волостях Таврической губернии 1829 года» остался в составе Кудайгульской волости. На карте 1836 года в деревне 2 двора, а на карте 1842 года Мурзачик обозначен условным знаком «малая деревня», то есть, менее 5 дворов.
В 1860-х годах, после земской реформы Александра II, деревню отнесли к Чотайской волости. В «Списке населённых мест Таврической губернии по сведениям 1864 года», составленном по результатам VIII ревизии 1864 года, Мурзачик — владельческая татарская деревня, с 4 дворами, 18 жителями и мечетью при колодцах. По обследованиям профессора А. Н. Козловского 1867 года, глубина колодцев в деревне составляла 10 саженей (21 м), вода в которых была «горьковатая или солоноватая». На трехверстовой карте Шуберта 1865—1876 года в деревне Мурзачик обозначено 3 двора). Затем, видимо, деревня опустела, поскольку в «Памятной книге Таврической губернии 1889 года» уже не записана.
Вновь в доступных источниках селение встречается в Статистическом справочнике Таврической губернии. Ч.II-я. Статистический очерк, выпуск пятый Евпаторийский уезд, 1915 г., согласно которому в селе Мурзачик Донузлавской волости Евпаторийского уезда числилось 6 дворов с татарскими жителями (все дворы с землёй) в количестве 29 человек приписного населения и 24 — «постороннего», из которых 27 мужчин и 26 женщин. Жители владели 455 десятинами удобной земли. В хозяйствах имелось 38 лошадей, 42 вола, 15 коров и 80 голов мелкого скота.
После установления в Крыму Советской власти, по постановлению Крымревкома от 8 января 1921 года № 206 «Об изменении административных границ» была упразднена волостная система и село вошло в состав Евпаторийского района Евпаторийского уезда, а в 1922 году уезды получили название округов. 11 октября 1923 года, согласно постановлению ВЦИК, в административное деление Крымской АССР были внесены изменения, в результате которых округа были отменены и произошло укрупнение районов — территорию округа включили в Евпаторийский район. Согласно Списку населённых пунктов Крымской АССР по Всесоюзной переписи 17 декабря 1926 года, в селе Мурзачик, Богайского сельсовета Евпаторийского района, числился 4 двора, из них 3 крестьянских, население составляло 18 человек, из них 6 татар, 5 немцев, 4 русских и 3 украинца. Время ликвидации села пока не установлено, в последний раз встречается на километровой карте Генштаба Красной армии 1941 года и в дальнейшем доступных источниках Мурзачик не упоминается.